# El Cascabel
El Cascabel fue un periódico de entretenimiento editado en la ciudad española de Madrid entre 1863 y 1877.

## Historia
La publicación, que apareció en 1863, contó con Carlos Frontaura como director. Tuvo diversas periodicidades, variando entre la diaria y la bisemanal. Durante la presidencia de Juan Prim, El Cascabel sufrió las amenazas de la Partida de la porra. En 1876 fue adquirida por Julio Nombela, que sin embargo puso fin a la publicación en abril de 1877 ante el descenso de suscriptores. Cesó su publicación en 1877. Durante 1891 y 1892 reaparecería brevemente la publicación.
El Cascabel al parecer tuvo un «éxito notable», señalándose tiradas, junto a Gil Blas, de en torno a 40 000-50 000 ejemplares. No debe confundirse con el periódico sevillano Cascabeles, de 1916, con el que se la ha llegado a comparar.
Aunque se ha señalado una vocación «apolítica», la hispanista Alison Sinclair le adjudica una ideología «antimoderada» y «antiamadeísta». El historiador del arte Valeriano Bozal la englobó en un grupo de «publicaciones interesantes» previas a la Revolución de 1868, entre las que terminaría destacando Gil Blas. Se han señalado como lectores asiduos de la publicación al político aragonés Joaquín Costa y al escritor Leopoldo Alas «Clarín», al que la revista habría influido en la formación de su «diccionario y estilo».
La publicación editó, de manera independiente, El Almanaque de El Cascabel, definido como «un calendario con santoral», que incluía también diversas notas, poemas y narraciones cortas.